# Алесандро Мартела
Алесандро Мартела (на италиански: Alessandro Martella) е италиански футболист, който играе на поста десен бек. Състезател на Парма.

## Кариера
Мартела е юноша на Пескара.
На 7 февруари 2022 г. Алесандро е изпратен под наем в Царско село. Дебютира на 20 февруари при загубата с 1:2 като домакин на Берое.